# گویدو دل کولون
گویدو دل کولون (انگلیسی: Guido delle Colonne; ۱ ژانویهٔ ۱۲۱۰ – ۱ ژانویهٔ ۱۲۸۷) شاعر، و قاضی در قرن سیزدهم در ایتالیا بود.